# Gustaw Fritsche
Gustaw Fritsche (również Fritsch, ur. 28 grudnia 1838 w Warszawie, zm. 31 grudnia 1891 tamże) – polski lekarz, społecznik.

## Życiorys
Urodził się dnia 28 grudnia 1838 w Warszawie w rodzinie Karola, inżyniera górniczego oraz jego żony Ludwiki z Rakowskich. Ukończył gimnazjum gubernialne i w 1857 rozpoczął naukę w nowo otwartej Akademii Medyko-Chirurgicznej. Przeniósł się do uczelni w Heidelbergu. Z uwagi na stan zdrowia był zmuszony przerwać studia i przez okres czterech lat kurował się na Maderze, w Hiszpanii i w Portugalii. W 1866 uzyskał stopień doktora medycyny na Uniwersytecie w Jenie.
W 1867 przybył do Warszawy i po trzech latach został ordynatorem szpitala w Częstochowie. Po sześciu latach w 1876 przeniósł się do Warszawy i został jednym z ordynatorów Szpitala Praskiego.
Od 1882 był redaktorem, wydawcą i publicystą czasopisma Medycyna. Wspierał swoimi publikacjami działalność Towarzystwa Kolonii Letnich dr. Stanisława Markiewicza, był współzałożycielem zakładu wodoleczniczego oraz ambulatorium dla ubogich chorych. W 1890 rozpoczął wydawanie czasopisma Wiadomości higieniczne. W latach 1888–1885 był lekarzem naczelnym Szpitala Wolskiego w Warszawie.
Żonaty był z Anielą z Klimaszewskich i mieli troje dzieci: Ludwika Stefana, Irenę i Kazimierza.
Zmarł dnia 31 grudnia 1891 w Warszawie i pochowany został na warszawskich Powązkach (kwatera 11-3-14).

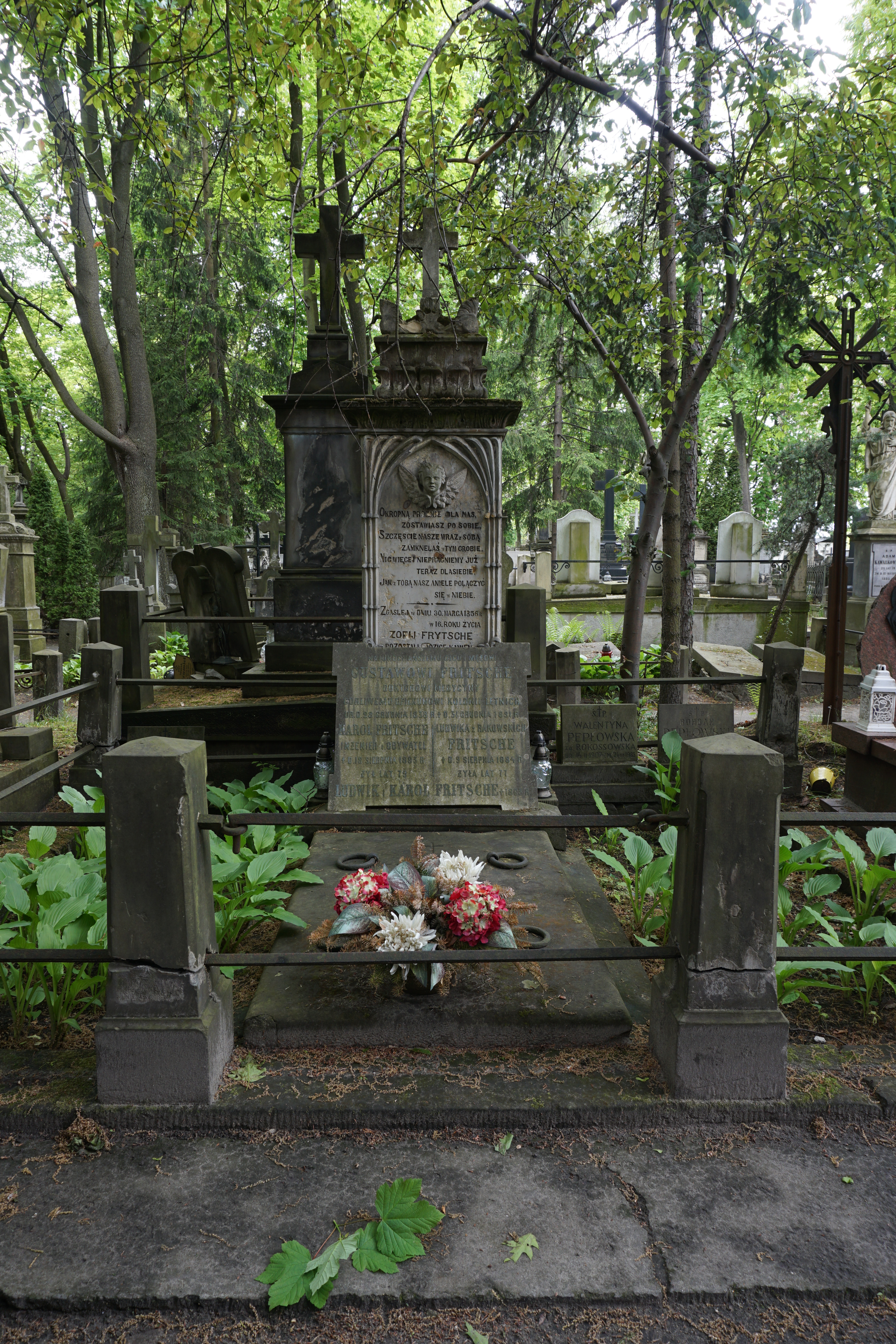
Grób Gustawa Fritschego na cmentarzu Powązkowskim